# Feel This Moment
"Feel This Moment" é uma canção do rapper norte-americano Pitbull, gravada para o seu sétimo álbum de estúdio Global Warming. Tem a participação da cantora Christina Aguilera, e foi produzida por Adam Messinger, Sir Nolan, Nasri Tony Atweh e DJ Buddha.

## Desempenho nas tabelas musicais

### Posições
| Tabela musical (2012/2013)                | Melhor posição |
| ----------------------------------------- | -------------- |
| Alemanha - (Media Control Charts)         | 9              |
| Austrália - (ARIA Charts)                 | 6              |
| Áustria - (Ö3 Austria Top 40)             | 2              |
| Bélgica - (Ultratop 40 Wallonia)          | 11             |
| Bélgica - (Ultratop 50 Flanders)          | 8              |
| Brasil (Brasil Hot 100 Airplay)           | 25             |
| Brasil (Brasil Hot Pop Songs)             | 4              |
| Canadá - (Canadian Hot 100)               | 4              |
| Croácia - (Airplay Radio Chart)           | 42             |
| Dinamarca (Hitlisten)                     | 20             |
| Escócia (Scottish Singles Chart)          | 6              |
| Eslováquia - (IFPI Slovenská Republika)   | 12             |
| Espanha - (PROMUSICAE)                    | 1              |
| Estados Unidos - (Billboard Hot 100)      | 8              |
| Estados Unidos - (Pop Songs)              | 7              |
| Estados Unidos - (Rap Songs)              | 3              |
| Estados Unidos - (Hot Dance Club Songs)   | 17             |
| Estados Unidos - (Adult Pop Songs)        | 30             |
| Estados Unidos - (Dance/Electronic Songs) | 1              |
| Finlândia - (Suomen virallinen lista)     | 9              |
| França - (SNEP)                           | 23             |
| Hungria - (MAHASZ)                        | 3              |
| Irlanda - (IRMA)                          | 20             |
| Israel - (Media Forest)                   | 6              |
| Itália - (FIMI)                           | 33             |
| Noruega - (VG-lista)                      | 6              |
| Nova Zelândia - (RIANZ)                   | 12             |
| México - (Monitor Latino)                 | 13             |
| Países Baixos (Single Top 100)            | 24             |
| Polónia - (ZPAV)                          | 1              |
| Reino Unido (UK Singles Chart)            | 8              |
| Reino Unido (UK Dance Chart)              | 1              |
| Chéquia - (IFPI Česká Republika)          | 5              |
| Rússia - (Russian Music Charts)           | 5              |
| Suécia - (Sverigetopplistan)              | 25             |
| Suíça - (Schweizer Hitparade)             | 9              |

### Certificações
| País             | Certificação |
| ---------------- | ------------ |
| Austrália - ARIA | Platina      |

## Histórico de lançamento
| País           | Data                    | Formato          | Editora discográfica  |
| -------------- | ----------------------- | ---------------- | --------------------- |
| Estados Unidos | 4 de Fevereiro de 2013  | Rádio mainstream | Mr. 305, Polo Grounds |
| Alemanha       | 22 de Fevereiro de 2013 | CD single        | RCA                   |